# Unibail-Rodamco-Westfield
Unibail-Rodamco-Westfield est une multinationale française, premier groupe coté de l'immobilier commercial au monde, présent dans 13 pays et doté d'un portefeuille d'actifs d'une valeur de 56,3 milliards d’euros au 31 décembre 2020. Le groupe a été créé en 1968 et compte 3 100 employés en 2021. Il s'est spécialisé dans la gestion, la promotion et l'investissement de grands centres commerciaux situés dans des villes majeures d'Europe et des États-Unis, dans les grands immeubles de bureaux et dans les centres de congrès et d'expositions de la région parisienne.
Le groupe compte 87 centres commerciaux en 2020.
Unibail-Rodamco-Westfield est membre du CAC 40 à Paris, de l'AEX à Amsterdam et du Euro Stoxx 50. Il jouit d'une notation BBB+ par Standard & Poor's et Fitch Ratings. Il fait partie de l'EPRA, association européenne pour les sociétés foncières cotées.

## Historique
Le groupe Unibail-Rodamco a vu le jour en 2007 suite à la fusion des entreprises Unibail et Rodamco Europe.

### Unibail
Unibail est une société française spécialisée dans l'immobilier pour le commerce et l'industrie (Sicomi). Elle est créée en 1968 par le groupe Worms, et dirigée à ses débuts par Jean Meynial,.
En 1991, elle commence à se concentrer sur le secteur d'investissement de propriété et élimine la participation au financement de bail. Unibail se concentre alors sur des actifs de grande taille et non reproductibles.
De 1992 à 1995, Unibail se constitue un portefeuille immobilier comprenant environ 30 centres commerciaux à travers la France, dont le Forum des Halles, du CNIT de la Défense et de plusieurs immeubles de bureau à Paris et en Banlieue dont la tour Ariane.
En 2000, Unibail prend le contrôle de Paris Expo et ajoute ainsi à son patrimoine des centres de congrès et d'exposition.

### Rodamco Europe
Rodamco Europe est fondé en 1999 lors de la scission en quatre unités du fonds d'investissement Rodamco, créé par le groupe néerlandais Robeco.
Rodamco Europe rassemble un portefeuille immobilier se composant principalement des centres commerciaux et d'autres espaces de vente au détail à travers 14 pays européens, en particulier en France, en Belgique et aux Pays-Bas.

### Unibail-Rodamco
Le 21 mai 2007, Unibail lance une offre publique d'échange sur Rodamco Europe et entre au CAC 40 le 18 juin suivant. Le 25 juin, le nouveau groupe prend le nom d'Unibail-Rodamco et se transforme en Société Anonyme à Directoire et Conseil de Surveillance.
Le 28 janvier 2008, Unibail-Rodamco fusionne ses activités de congrès-expositions avec celles de la CCIP pour former Viparis.
Le 18 mai 2009, Unibail-Rodamco prend le statut de société européenne.
Le 14 juin 2012, Unibail-Rodamco s'implante en Allemagne en achetant la société mfi AG (de).
Le 25 avril 2013, Guillaume Poitrinal cède sa place à Christophe Cuvillier.
En mai 2015, Unibail vend une participation de 46,1 % dans Mfi pour 394 millions d'euros au régime de pensions du Canada, Unibail gardant une participation de 48 % dans Mfi.

### Unibail-Rodamco-Westfield
En décembre 2017, Unibail-Rodamco annonce le rachat du groupe australien Westfield Group, qui possède de nombreux centres commerciaux aux États-Unis et au Royaume-Uni, pour 21 milliards d'euros. À l'issue de l'offre, le nouvel ensemble constitué sera détenu à 72 % par les actionnaires d'Unibail-Rodamco et à 28 % par ceux de Westfield. Elle devait installer son siège dans la Tour Trinity (La Défense) à l'été 2021, mais conserve finalement son siège dans le 16e arrondissement de Paris, place du Chancelier-Adenauer.
En janvier 2021, Jean-Marie Tritant est nommé président du directoire du groupe. Entré au sein de l’entreprise en 1997, il y a auparavant occupé différents postes (dont directeur général centres commerciaux France en 2007, et directeur général des opérations en 2013) jusqu’à devenir président d’Unibail-Rodamco-Westfield aux États-Unis en 2018.
Début mars 2021, l'homme d'affaires Xavier Niel franchit le seuil des 10 % du capital d'URW (11,4 %),.

## Patrimoine

### Centres commerciaux
Unibail-Rodamco-Westfield détient des centres commerciaux en avril 2021, dont 97 % accueillent plus de 6 millions de visites par an, dans les principales villes des pays où il opère. Le groupe gère ses centres et améliore la diversité de l'offre commerciale et l'expérience client afin d'augmenter leur attractivité et leur fréquentation. Il détient des actifs comme Les Ateliers Gaîté, Westfield les Quatre Temps, le Carrousel du Louvre, Westfield Forum des Halles, Westfield Carré Sénart, Westfield Parly 2, Westfield Vélizy 2, Westfield Rosny 2 et So Ouest en région parisienne ; le Centre Alma à Rennes, Westfield Euralille et V2 à Lille, Westfield La Part-Dieu et Confluence à Lyon, la Toison d'or à Dijon mais aussi Westfield La Maquinista (es) à Barcelone, La Vaguada (es) à Madrid, Donau Zentrum (de) à Vienne, Stadshart Amstelveen (nl) à Amstelveen, Nacka Forum (sv) à Stockholm, Černý Most (centre commercial) (cs) à Prague ou encore Arkadia (centre commercial) (pl) à Varsovie.
En 2013, 6 centres commerciaux Unibail-Rodamco (Les Quatre-temps, Le Forum des Halles, La Part-Dieu, le CNIT, Carrousel du Louvre et Carré Sénart) figurent parmi les 10 centres commerciaux les plus visités de France.

#### Label 4 étoiles
En mars 2012, Unibail-Rodamco a créé le label shopping 4 étoiles pour ses centres commerciaux. Ce label fixe des standards de qualité à toutes les étapes de la visite du client. La SGS est chargée d’auditer les centres et de valider l’obtention du label.
Le label 4 étoiles assure un niveau de qualité sur les points suivants : l’accompagnement et la communication tout au long du parcours des visiteurs des centres, des services incontournables (vestiaires, applications pour téléphones mobiles, Wi-Fi gratuit et illimité, pages Facebook…), ainsi que la mise en place de services premium (personal shopper, cireur de chaussures…). Le personnel doit obligatoirement avoir suivi une formation dédiée à un accueil soigné de la clientèle et les enseignes s'engagent sur une charte de qualité.

### Bureaux
Unibail-Rodamco-Westfield investit et développe des immeubles modernes de plus de 10 000 m2 de surface commerciale utile à Paris, (la tour Ariane de La Défense ou la tour Majunga par exemple). Unibail-Rodamco-Westfield a signé le 15 octobre 2018 une promesse de vente portant sur la Tour Ariane à La Défense avec GIC, le fonds souverain de Singapour. Le prix net vendeur de 464,9 M€ représente une prime par rapport aux dernières évaluations externes.

### Espaces congrès et expositions
Au travers de sa filiale Viparis (ex-Paris Expo et ex-Leading Venues), le parc se compose de 300 000 m2 répartis sur dix sites parisiens : le Parc des expositions de la porte de Versailles, le Palais des congrès de Paris, le Carrousel du Louvre, le Cnit Paris La Défense, l'Espace Champerret, l'Espace Grande Arche, le Palais des Congrès d'Issy, Paris Nord Villepinte, Paris Le Bourget, et le palais des congrès de Versailles.

### Projets en développement
Le groupe dispose du plus grand portefeuille de projets en développement de l'industrie, avec des projets de bureaux à Paris et à La Défense et des projets d'extensions ou de nouveaux centres commerciaux en France (par exemple l'extension et la modernisation du Centre Alma de Rennes qui est passé de 65 à 104 boutiques en octobre 2013) et en Europe. Ce portefeuille s'élève environ à 7,4 milliards d'Euros au 31 décembre 2015.

### Impact environnemental
En 2022, Unibail-Rodamco-Westfield lance le programme Better Places, une stratégie globale visant à renforcer la durabilité environnementale et l’impact social positif de ses centres commerciaux et projets immobiliers. Ce plan s’articule autour de plusieurs objectifs : réduire les émissions de gaz à effet de serre de l’ensemble du portefeuille, améliorer l’efficacité énergétique des bâtiments, développer la biodiversité sur les sites, et favoriser l’économie circulaire en limitant les déchets et en optimisant leur valorisation.
Better Places inclut également des actions en faveur des communautés locales, telles que la mise en place d’espaces pour des événements culturels, le soutien à l’entrepreneuriat local et la promotion de mobilités douces pour les visiteurs. Le groupe ambitionne, à travers ce programme, d’aligner sa trajectoire carbone sur les accords de Paris et de contribuer aux Objectifs de développement durable définis par l’ONU.

## Centres commerciaux européens
Unibail-Rodamco-Westfield possède 95 centres commerciaux en 2025.

### France

#### Régions (France)
- Cagnes-sur-Mer (Alpes-Maritimes) - Polygone Riviera cédé depuis Octobre 2023 au groupe Frey pour 272,3 Millions d'euros
- Dijon (Côte-d'Or) - La Toison d'Or
- Lille (Nord) - Westfield Euralille
- Lyon (Rhône) - Confluence
- Lyon (Rhône) - Westfield La Part-Dieu
- Marseille (Bouches-du-Rhône) - La Valentine
- Rennes (Ille-et-Vilaine) - Centre Alma
- Roubaix (Nord) - L'Usine
- Villeneuve-d'Ascq (Nord) - V2

#### Île-de-France
- La Défense (Hauts-de-Seine) - CNIT
- La Défense (Hauts-de-Seine) - Westfield Les 4 Temps
- Le Chesnay (Yvelines) - Westfield Parly 2
- Les Ulis (Essonne) - Ulis 2
- Levallois-Perret (Hauts-de-Seine) - So Ouest
- Lieusaint (Seine-et-Marne) - Westfield Carré Sénart
- Paris 1er - Westfield Forum des Halles
- Paris 1er - Carrousel du Louvre
- Paris 14e - Les Ateliers Gaîté
- Roissy-en-France (Val-d'Oise) - Aéroville
- Rosny-sous-Bois (Seine-Saint-Denis) - Westfield Rosny 2
- Vélizy-Villacoublay (Yvelines) - Westfield Vélizy 2

### Belgique
- Bruxelles --? Mall of Europe (en projet)

### Pays-Bas
- Almere — Citymall Almere (nl)
- Leidschendam — Westfield Mall of the Netherlands (nl)
- Amstelveen - Stadshart Amstelveen (nl)
- Zoetermeer — Stadshart Zoetermeer (nl)

### Suède
- Stockholm - Nacka Forum (sv)
- Stockholm — Westfield Mall of Scandinavia
- Stockholm — Solna Centrum (sv)
- Stockholm — Täby Centrum

### Espagne
- Barcelone - Westfield Glòries
- Barcelone - Westfield La Maquinista (es)
- Madrid - Equinoccio
- Madrid - La Vaguada (es)
- Madrid - Westfield Parquesur (es)
- Saint-Sébastien - Garbera
- Valence - Bonaire (es)

### Pologne
- Varsovie - WestfieldArkadia (centre commercial) (pl)
- Varsovie - Galeria Mokotów (pl)
- Varsovie - Zlote Tarasy
- Varsovie - Galeria Wileńska (pl)

### Allemagne
- Oberhausen - CentrO (de)
- Gera - Gera Arcaden
- Leipzig – Höfe am Brühl (de)
- Bochum – Ruhr-Park (de)
- Munich – Pasing Arcaden (de)
- Berlin – Gropius Passagen (de)
- Recklinghausen – Palais Vest (de)
- Mönchengladbach – Minto (de)
- Leipzig – Paunsdorf Center (de)
- Hambourg – Westfield Hamburg-Überseequartier (de)

### Autres pays
Autriche
- Vienne - Donau Zentrum (de)

- Vienne - Shopping City Süd (en)

Danemark
- Copenhague - Fisketorvet (en)

République tchèque
- Prague - Černý Most (centre commercial) (cs)
- Prague - Centrum Chodov (cs)
- Prague – Metropole Zlicin (cs)

Slovaquie
- Bratislava - Aupark (en)

## Centres commerciaux hors de l'Union européenne

### États-Unis
- Californie
  - Arcadia Centre commercial de Santa Anita (en)
  - Culver City Westfield Culver City (en)
  - Escondido North County Mall (en)[note 1]
  - Los Angeles
    - Canoga Park – Westfield Topanga (en)
    - Santa Monica Boulevard – Westfield Century City (en)
    - Sherman Oaks – Westfield Fashion Square (en)

  - Palm Desert – Centre commercial de Palm Desert (en)
  - Roseville – Westfield Galleria at Roseville (en)
  - San Diego – Westfield Mission Valley (en)
  - San Francisco – Westfield San Francisco Centre (en)
  - San José – Westfield Oakridge (en)
  - Santa Clara – Westfield Valley Fair (en)
  - South Bay (en) – Westfield Plaza Bonita (en)
  - University City (San Diego) (en) – Westfield UTC (en)
- Connecticut
  - Trumbull – Trumbull Mall (en)[note 2]
- Floride
  - Brandon – Westfield Brandon (en)
  - Plantation – Broward Mall (en)
- Illinois
  - - Westfield Old Orchard (en)
- Maryland
  - Wheaton (Maryland) – Westfield Wheaton (en)
  - Bethesda – Westfield Montgomery (en)
  - Annapolis – Westfield Annapolis (en)
- New Jersey
  - Paramus - Westfield Garden State Plaza (en)
- New York
  - Bay Shore – South Shore Mall (New York) (en)[note 2]
  - New York – Westfield World Trade Center
- Washington
  - Tukwila- Westfield Southcenter (en)

### Royaume-Uni
- Londres - Westfield Stratford City
- Shepherd's Bush - Westfield London

## Centres de congrès-expo
Unibail-Rodamco détient à parité avec la Chambre de commerce et d'industrie de Paris (CCIP) la société Viparis. Viparis gère des sites d’accueil de congrès, expositions et évènements d’entreprise en Île-de-France. La fusion des activités congrès-exposition d’Unibail-Rodamco avec la CCIP remonte à janvier 2008.

### Centres de congrès
- Parc des expositions de la porte de Versailles
- Carrousel du Louvre
- Parc des expositions de Paris-Nord Villepinte
- Palais des congrès de Paris
- Espace Grande Arche
- Palais des Congrès d'Issy-les-Moulineaux
- Espace Champerret
- Congrès du Bourget

- Hôtel Salomon de Rothschild

### Aéroports
- Los Angeles International (Terminal 1, Terminal 2, Terminal 3, Terminal 6, Tom Bradley International Terminal)
- Chicago O’Hare International
- JFK International (New York)

- Miami International
- Orlando International

## Architecture

### Architectes
Unibail-Rodamco travaille en collaboration avec des cabinets architecturaux de renom : Thomas Mayne du cabinet Morphosis, Herzog & de Meuron, groupement d’architectes RIADH (De La-Hoz, Cottrell, Michelangeli), le cabinet Farshid Moussavi Architecture, Crochon Brullmann & Associés, Jean-Paul Viguier, Epstein & Glaiman/Recevki Architecture, Araldo Cossutta & Ponte, Arte-Charpentier, Ricardo Bofill, Jean Nouvel, Carlo Maria Natale, Saguez & Partners…

#### Ouvrages réalisés
- Tour Trinity (La Défense)
- Tour Ariane
- Centre des nouvelles industries et technologies
- Galilée (architecture)
- Sextant
- 7 Adenauer[29]
- Tour Part-Dieu
- Rénovation Murat Messine (ex-Siège EDF GDF) qui accueille entre autres la banque Rothshild
- Tour Oxygène
- Tour Majunga

#### Projets en cours
- Tours Sisters (La Défense)
- Tour Triangle (Paris)
- Neo, plateau du Heysel (Bruxelles)[30]
- Überseequartier (Hambourg - HafenCity)[31]

## Direction de l'entreprise

Siège d'Unibail-Rodamco.

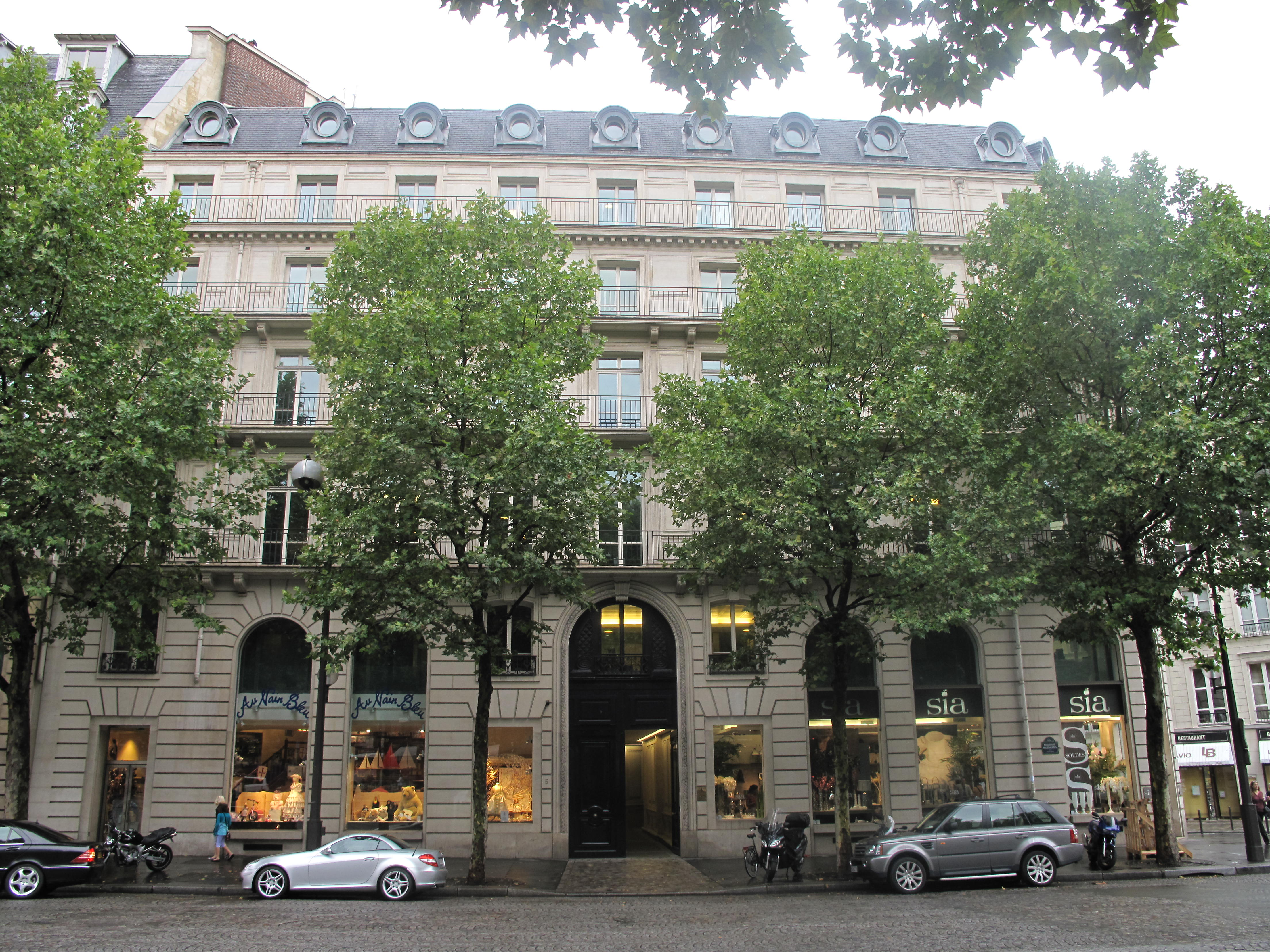
L'ancien siège d'Unibail.

### Conseil de surveillance
Il se compose de 10 membres et est présidé par Léon Bressler (précédemment PDG d’Unibail de 1992 à 2006) depuis le 13 novembre 2020.

### Directoire
- Président du directoire : Jean-Marie Tritant[33]
- Directeur général Finance Europe : Fabrice Mouchel[33]
- Directeur général des Fonctions centrales et du Développement durable : Sylvain Montcouquiol[33]
- Directeur général Investissement : Olivier Bossard[33]
- Directrice générale de la Stratégie client : Caroline Puechoultres[33]

## Principaux actionnaires
Liste des actionnaires principaux en avril 2021.
| Xavier Niel (NJJ)                 | 23,24 % |
| APG Asset Management NV           | 4,61 %  |
| Norges Bank Investment Management | 4,44 %  |
| Aermont Capital LLP               | 3,06 %  |
| The Vanguard Group, Inc.          | 2,93 %  |
| State Street Global Advisors Ltd. | 2,89 %  |
| BlackRock Advisors (UK) Ltd.      | 2,33 %  |
| BlackRock Fund Advisors           | 1,82 %  |
| Capital Research & Management Co. | 1,70 %  |
| Amundi Asset Management SA        | 0,95 %  |

Liste des actionnaires principaux en novembre 2018.
| SSgA Funds Management, Inc.                   | 14,7 % |
| State Street Global Advisors, Australia, Ltd. | 9,48 % |
| Dimensional Fund Advisors LP                  | 7,63 % |
| APG Asset Management NV                       | 4,75 % |
| State Street Global Advisors Ltd.             | 3,40 % |
| The Vanguard Group, Inc.                      | 2,86 % |
| Lowy Family                                   | 2,65 % |
| BlackRock Advisors (UK) Ltd.                  | 2,05 % |
| BlackRock Fund Advisors                       | 1,84 % |
| Norges Bank Investment Management             | 1,49 % |